# Arthur Bottomley
Pour les articles homonymes, voir Bottomley.
Arthur George Bottomley, baron Bottomley, (7 février 1907 - 3 novembre 1995) est un homme politique travailliste britannique, député et ministre.

## Jeunesse
Avant d'entrer au parlement, il est un permanent syndical du Syndicat national de la fonction publique (qui devient par la suite une partie de l'UNISON). De 1929 à 1949, il est conseiller du Walthamstow Borough Council et, en 1945-1946, maire de Walthamstow. Il est nommé Officier de l'Ordre de l'Empire britannique (OBE) dans les honneurs d'anniversaire de 1941.

## Carrière parlementaire
Il est élu pour la première fois au parlement lors des élections générales de 1945 pour la circonscription de Chatham de Rochester et il occupe le siège (rebaptisé plus tard Rochester et Chatham) jusqu'à sa défaite aux élections générales de 1959 au profit du conservateur Julian Critchley. Il est revenu au parlement en remportant Middlesbrough East lors d'une élection partielle de 1962 et en occupe le siège, ainsi que son successeur Middlesbrough, jusqu'à sa retraite en 1983.
Il est ministre subalterne dans les gouvernements de Clement Attlee, sous-secrétaire d'État parlementaire aux Affaires nationales (1946-1947), sous-secrétaire d'État parlementaire aux relations avec le Commonwealth (1947) et secrétaire au commerce extérieur au Board of Trade. (1947–51). Dans les gouvernements de Harold Wilson, il est secrétaire d'État aux relations avec le Commonwealth (1964-1966) - période pendant laquelle il cherche à faire face aux conséquences de la déclaration unilatérale d'indépendance de la Rhodésie et ministre du développement outre-mer (1966-1967).
Annoncé dans les honneurs du Nouvel An 1984, il est créé pair à vie comme baron Bottomley de Middlesbrough dans le comté de Cleveland, le 31 janvier 1984.
Lord Bottomley est décédé le 3 novembre 1995 à l'âge de 88 ans.

## Famille
Son épouse, Bessie Ellen Bottomley (née Wiles), qu'il épouse en 1936, est nommée Dame Commandeur de l'Ordre de l'Empire britannique en 1970 « pour services publics et sociaux».
Bessie Ellen Bottomley est décédée en 1998 à Redbridge, Essex.

## Publications
- L'usage et l'abus des syndicats, Londres: Ampersand, 1963.
- Avec George Sinclair, contrôle de l'immigration du Commonwealth. Une analyse et un résumé des témoignages recueillis par le Comité spécial sur les relations raciales et l'immigration 1969-1970 . Londres: Runnymede Trust, 1970  (ISBN 9780902397033).
- Commonwealth, camarades et amis, Somaiya Publications, 1986.